# Caupolicana hirsuta
Caupolicana hirsuta är en biart som beskrevs av Maximilian Spinola 1851. Caupolicana hirsuta ingår i släktet Caupolicana och familjen korttungebin. Inga underarter finns listade.